# 在日韓国・朝鮮人
- 在日朝鮮・韓国人
- 在日韓国人
- 在日朝鮮人
- 在日コリアン

在日韓国・朝鮮人（ざいにちかんこく・ちょうせんじん、朝: 재일 한국인·조선인; 英: Koreans in Japan）は、日本に在留する韓国・朝鮮籍 の外国人。これらは国籍上は大韓民国（韓国）の人々である。
彼らの多数を占める特別永住者はサンフランシスコ平和条約により日本国籍喪失、1966年の日韓法的地位協定で永住者権が付与、1991年の日本国との平和条約に基づき日本の国籍を離脱した者等の出入国管理に関する特例法により特別永住者の地位へと変わった。1980年初頭の大韓民国政府によって、日本を含む他国への留学行為、1989年から一般韓国人も海外渡航が解禁になり、新在日韓国人も誕生した。
日本の法務省の在留外国人統計によると、2024年末時点で中長期在留者・特別永住者は、432,444人（総在留外国人とは別）、そのうち韓国籍は409,238人、朝鮮籍は23,206人、しばしば「在日」と略称される韓国・朝鮮籍の特別永住者は270,560人となっている。帰化者やその子孫も含めた総人口は、818,865人から1,000,000人以上と推計されている。

## 定義
「在日韓国・朝鮮人」の定義として以下のケースに限定、もしくは含む場合がある。
①特別永住者のみ
②北朝鮮から亡命後、日本に定住した脱北者（一度帰還事業で帰国した人やその子孫を含む）
③韓国・朝鮮系日本人（帰化者や国籍取得者）
また本項目では、日韓併合（1910年）から1948年の韓国と北朝鮮建国までに在留した朝鮮民族についても「在日韓国・朝鮮人」を用いる。
文脈によってその定義が変わるが、解説に当たり本項目では日本国政府が公式の統計情報として記録する日本に在留する韓国・朝鮮籍の者と定義する。

## 統計
日本国内の働き手不足と韓国国内の就職難を要因として、技術・人文知識・国際業務や留学資格で在留する韓国人が増加する一方、長年にわたり、日本における在留外国人の中で最多数を占めていた在日韓国・朝鮮人は2024年12月末の時点で総数としては減少傾向が続く。　
2007年には特別永住者の帰化と死去による減少で在日中国人が追い抜き、外国人労働者として急増した在日ベトナム人が上回って以降は（日本の外国人の項目を参照）、3番目に多い位置にある。

日本における在留外国人の推移

2023年6月時点の統計を記す。
| 国籍欄   | 総数    | 特別永住者 | 特別永住者を除いた人数 | 備考                               |
| -------- | ------- | ---------- | ---------------------- | ---------------------------------- |
| 韓国     | 409,238 | 247,809    | 161,429                | 必ずしも大韓民国旅券保有者ではない |
| 朝鮮     | 23,206  | 22,751     | 455                    | 北朝鮮籍ではない                   |
| （合計） | 432,444 | 277,707    | 161,884                |                                    |

| 順位 | 在留資格                 | 人数    |
| ---- | ------------------------ | ------- |
| 1    | 特別永住者               | 281,295 |
| 2    | 永住者                   | 75,771  |
| 3    | 技術・人文知識・国際業務 | 24,298  |
| 4    | 留学                     | 14,906  |
| 5    | 日本人の配偶者           | 11,584  |
| 6    | 家族滞在                 | 9,108   |
| 7    | 定住者                   | 7,224   |
| 8    | 経営・管理               | 2,681   |
| 9    | 永住者の配偶者等         | 2,109   |
| 10   | 特定活動                 | 2,013   |

| 順位 | 都道府県 | 人数   |
| ---- | -------- | ------ |
| 1    | 東京     | 96,808 |
| 2    | 大阪     | 90,749 |
| 3    | 兵庫     | 36,657 |
| 4    | 神奈川   | 27,678 |
| 5    | 愛知     | 27,586 |
| 6    | 京都     | 21,947 |
| 7    | 埼玉     | 16,760 |
| 8    | 千葉     | 16,137 |
| 9    | 福岡     | 15,447 |
| 10   | 広島     | 7,033  |

## 呼称
民族としてのアイデンティティから在日朝鮮人や朝鮮民族（韓国では「韓民族」）と呼ばれる。
韓国併合後は在日朝鮮人（公式呼称は朝鮮半島在住者も含めて朝鮮人）と呼ばれ、サンフランシスコ条約発効後の国籍欄には「朝鮮」と記入されていたことから、在日韓国・朝鮮人全体を在日朝鮮人または在日韓国人と称することもある。
日韓基本条約の締結に伴って1970年代から「朝鮮」の排除を進めた韓国の韓国籍に切り替えたものが現れ、1970年代後半から1980年代にかけて「在日韓国・朝鮮人」が普及。
韓国、北朝鮮においては、帰化者も含めて在日僑胞（チェイルキョッポ、재일 교포）、在日同胞（チェイルドンポ、재일 동포）と呼ばれる。
また、それぞれの正統国家としての立場と深く関係して、「在日韓国人」（재일 한국인）と主張する在日本大韓民国民団（通称：韓国民団ないし民団）に対して、北朝鮮を支持する在日朝鮮人組織・在日本朝鮮人総聯合会（通称：朝鮮総連ないし総連）は「在日朝鮮人」（재일 조선인）を主張する。
これら呼称に関する南北の争いを避けるために、国籍上や民族的アイデンティティから国籍を問わない呼称として「在日コリアン」や「コリアンジャパニーズ」、おおざっぱに「在日」と短縮されたりもする。
韓国政府は1999年に「在外同胞法」を制定し兵役の義務を果たしていない韓国籍特別永住者などの在外永住者や韓国系アメリカ人など韓国をルーツとする外国人にも「在外同胞」（재외동포、F-4査証）の法的地位を与えて内国人待遇を認めるようになった（朝鮮籍在日韓国・朝鮮人は対象外。中国朝鮮族、旧ソ連の高麗人は技能もしくは2年間の就労経験の条件がある）。
在外韓国人の投票権は韓国における外国人投票権（2005年から）に遅れ2010年から認められるようになった）。大韓民国外交部によると2022年末の在日僑胞は80万2118人となっている。
一方、北朝鮮の民間では、在日朝鮮人・韓国人を「チェポ（째포、在胞）」という呼び方が一般的である。北朝鮮に渡航した元在日朝鮮人・韓国人は、社会階層では「動揺階層」に分類されるように、日本由来への不信感が込められた呼び方である。昇進・要職において、制限を受けていると言わざるを得ない。
在日韓国・朝鮮人の性格には、来日・定住を始めた時期、出身地、定住する地域、本国での国籍によって大きな違いがあるといわれている。韓国により留学が自由化された1980年代以降に来日した韓国人を「ニューカマー」、それ以前から在留している在日韓国・朝鮮人やその子孫を「オールドカマー」と呼び、区別することもある。

### 韓国・朝鮮系日本人
上述のように、外国人登録制度が廃止された2012年7月以降の日本政府の一般的な外国人数統計では、「中長期在留者」と「特別永住者」を「在留外国人」として計上しており（総在留外国人とは別）、本項目でも、主に韓国・朝鮮籍の在留外国人について記載している。
これに対して、帰化者や、日本人の片親を持つ者ち日本国籍を選択した者は「韓国・朝鮮系日本人（コリアン・ジャパニーズ）」と呼ばれる。これら、「韓国・朝鮮系日本人」は在日韓国・朝鮮人とは区別され、単に「日本人」とみなされる。これは、帰化者に朝鮮系出自を言明する者が少なく、日本人と自認する場合がほとんどだったこと、またそう自認する者しか帰化しない時期が長くつづいたことがある。
また、在住が数世代を経て区別がつかなくなったこと、帰化がかつて手続き的な国籍取得ではなく民族的同化を求めるものであったこと、出自を表明する帰化者がほとんどなかったことなどが関係している。
しかし、1980年代末以降、日本国籍を取得しながら民族的出自を明らかにする者も増えつつあり、韓昌祐（はん・ちゃんう）のように民族名の朝鮮語読みを日本語転記した名前で帰化した例もある。また、韓国・朝鮮系日本人を同胞視する在日韓国・朝鮮人も増えており、韓国本国も韓国・朝鮮系日本人を「在日同胞」と位置づけている。
日本の法務省民事局の統計によると、元は韓国・朝鮮籍で、1952～2022年12月末に日本国籍を取得（帰化）した累積帰化許可者数は390,218人となっている。

## 歴史

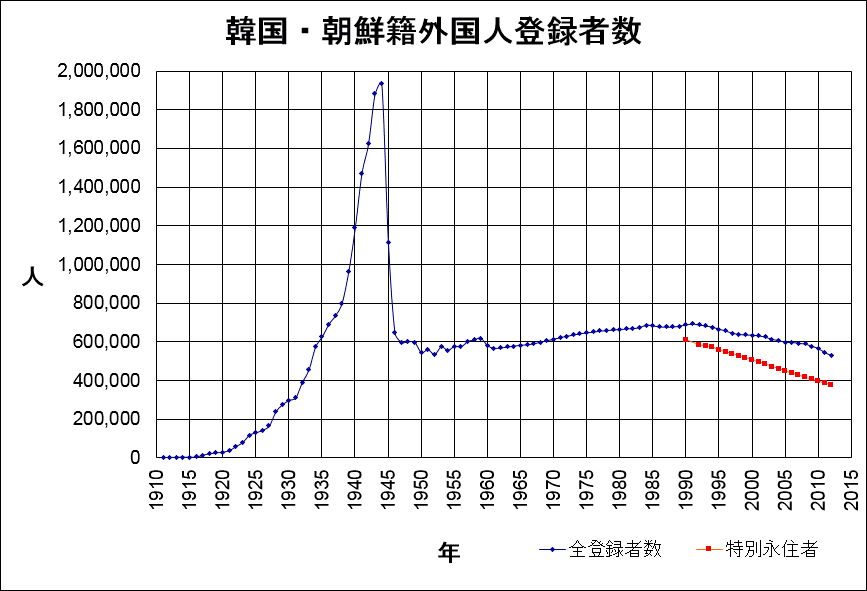
・韓国併合 (日韓併合) (1910年8月)
・土地調査事業 (1910年~1918年)
・「朝鮮人ノ旅行取締リニ関スル件」(朝鮮から日本への渡航を制限, 朝鮮総督府) (1919年4月~1922年)
・関東大震災 (1923年)
・釜山での日本渡航制限措置 (朝鮮総督府, 1925年10月)
・東亜通航組合結成 (済州島~大阪間の朝鮮人による自主運航開始, 1930年4月~1935年)
・朴春琴 衆議院議員当選 (1932年2月)
・「朝鮮人移住対策ノ件」(日本への渡航抑制, 日本在留朝鮮人の同化など方針策定, 日本政府) (1934年10月)
・「朝鮮人労働者内地移住ニ関スル件」(朝鮮における雇用制限の撤廃, 1939年9月)
・「朝鮮人労務者活用ニ関スル方策」(官斡旋) (1942年3月)
・朝鮮半島からの徴用開始 (1944年9月)
・第二次世界大戦終戦・送還事業開始 (1945年8月。約130万以上の者が1946年3月末までに本国帰還)
・在日朝鮮人連盟の結成と日本共産党再建（1945年10月
・済州島四・三事件 (1948年)
・朝鮮戦争 (1950年~1953年 休戦)
・サンフランシスコ講和条約発効 (1952年)
・北朝鮮への帰国事業 (1959年12月~1984年)
・日韓基本条約締結・日韓国交開始 (1965年)
・日韓法的地位協定 発効 ・在日韓国人二世までの協定永住権制度開始（1966年)
・北朝鮮による日本人拉致 (1977年~1983年)
・韓国政府による自国民への留学行為の解禁 (1980年代初頭)
・国民年金法の国籍条項撤廃(日本,1982年)
・特例永住制度実施 (日本,1982年)
・45歳以上の韓国人への海外旅行の解禁・自由化(韓国,1987年)[
・1988年ソウルオリンピック
・全韓国人への海外旅行の完全解禁・自由化(韓国,1989年)
・特別永住者制度導入・三世以降に対する永住権付与(日本,1991年11月1日)
・アジア通貨危機 (1997年)
・日朝首脳会談 (2002年)
・韓国人短期滞在者への査証免除 (日本,2005年)

戦時の在日朝鮮人らは、後に日本共産党で活動するような者も含め、敗戦までは日本国支持が占めていた。デイリー新潮が在日本朝鮮人連盟（朝連）に参加した朝鮮人の証言を集めた際には、戦前から共産党員であった人は少数で、戦時中は軍国少年だった人が多かったことが判明している。朝連関係者の多数派、後に祖国防衛隊や、日本共産党の支部や山村工作隊で活躍した人でさえも、「終戦」については、「悲しくて泣いた」「寂しかった」と取材に答えている。戦前からの共産党員であった朝鮮人は少数であった。戦後の日本共産党は地域にバラつきはあるが、党員の多くは朝鮮人であり、朝連の中に日本共産党があり、一体化して活動をしていた。中学時代に共産党に入党した、朝鮮総連の活動家となる李玄鎮も、 自身が所属した当時の支部について、 「ほとんど在日の人で、日本人はたった1人でした」と語っている。後に日本共産党財政部長となる亀山幸三も1945年10月に日本共産党に入党したが、「その頃の共産党の舞台裏に関していえば、朝鮮人の同志らの存在が大きかった。戦後ながらく、朝鮮共産党の日本における党員ということではなく、日本共産党の党員であった」と述べている。
戦後直後には200余万人が居たが、1946年3月末までに約130万以上の者が本国に帰還した。しかし、1951年10月20時点でも日本国から引き揚げずに残留した在日朝鮮人約60万の国籍と処遇は日韓の課題となった。
在日朝鮮・韓国人は日本統治時代（1910-1945年）に朝鮮から渡航してきた定住者、戦後に朝鮮半島に帰還したものの、経済も政治も悪い故郷よりも日本で生活する方が良いために再度密航してきた者、戦前は日本に住んでいなかったが、済州島四・三事件（1948年）、朝鮮戦争（1950-1953年）などから逃避するために密航した20万人～40万人に区分される。彼とその子孫の多くは1945年9月2日以前から日本の内地に在留していたと認定され、特別永住資格を付与された。その後、特別永住者として日本の永住権者を持つ日本の外国人の中でも、特殊な地位を占めている。特に東京、大阪を中心とする首都圏、関西は大久保、鶴橋の様に大規模なコリア・タウンが有る影響で在日韓国・朝鮮人の集住地帯と化している。
朝鮮戦争時には、一部の在日韓国人が大韓民国への義勇兵として朝鮮半島に戻った。これは1950年に在京韓国代表部が義勇兵の組織化をGHQに提案したことが契機となったもので、同年8月以降、朝鮮半島に向けて在日韓国人の義勇兵が送り込まれたものである。義勇兵の選出には北朝鮮系の分子が潜り込まないように慎重に行われている。朝鮮半島に送り込まれた実数は定かではないが、約1年後には126人が韓国内で活動していることが報告されている。
在日韓国・朝鮮人の国籍と政治的スペクトルは必ず同一であるとは言えない。在日韓国・朝鮮人のうち、韓国籍、日本籍でありながら、朝鮮総連系の教育を受けたなどの理由により、自らを北朝鮮公民と自己規定する者も少なくない。
在日朝鮮人の帰還事業などで北朝鮮に帰国した在日朝鮮人は、配偶者として渡朝した日本人女性の「少し上」程度の最下層として扱われ飢餓に苦しみ、北朝鮮住民から「ジェッキ（朝鮮語表記不詳）」又は蔑称として「チェポ（朝鮮語：째포）」と呼ばれていた。財産を有して帰国した一家は資産を没収させられ、日本に残留した家族・親戚からの送金による資金源や日本からの科学技術獲得に役に立たないと見なされた者らとその子孫約10万人は、政治犯として脱北者と共に収容所送りにされ処刑される者もいた。また、北朝鮮政府や傘下の朝鮮総連（在日本朝鮮人総聯合会）は、帰国した家族・親戚も利用しながら、民族意識を歴代世襲独裁者の金日成、金正日、金正恩一族への個人崇拝に誘導して、一部の在日朝鮮人を日本国内でスパイ活動に利用しているともされる。
朝鮮語の能力に問題がある在日韓国人は韓国では日本人として差別を受けることがある。
1980年代には韓国政府が自国民へ留学行為解禁、旅行解禁したため、それ以前から在住した旧在日韓国人とは別タイプの在日韓国人が誕生している(新在日韓国人)。
今日では若い世代を中心に新しい価値観が広まり、日本定住を前提とした帰化、民団・総連など民族団体離れが、進行している。朝鮮籍の人でさえも、本国である北朝鮮や朝鮮総連と距離を置きたいと考える人も少なくない。在日韓国・朝鮮人社会に詳しい関係者も「今の子供たちは在日4世、5世の世代で、日本定住が大前提。朝鮮の言葉や文化を継承してほしいと願う祖父母や両親の影響が強くない限り、あえて朝鮮学校には通わせないだろう」と在日社会の朝鮮学校離れも述べている。

## 団体
オールドカマー在日韓国人とその子孫中心の全国的民族団体として、韓国を支持する在日本大韓民国民団（韓国民団ないし民団）と北朝鮮を支持する在日本朝鮮人総聯合会（朝鮮総連ないし総連）がある。最後に確認できる2021年末の数値では、民団には帰化者も含めた全在日同胞（僑胞）の66%である299,686人が登録されている。この他にも新宿区のコリアンタウンを中心とする東京都内在住のニューカマーが中心となった在日本韓国人連合会（韓人会）、2001年に日本の保守派の国会議員らによって新しい日本国籍取得法案が検討され始めたことを契機に結成された在日朝鮮人弁護士協会、民団傘下の在日韓国人法曹フォーラムなどがある。
帰化者も含めた全在外同胞の12%である在日韓国人への2012年の韓国政府の支援額は78億ウォンで在外同胞交流支援予算の67%を占め、また他国ではプロジェクトごとに予算が付けられているのに対し、予算執行の管理・監督に手抜きが指摘される民団には毎年継続的に一定額が支援されている。韓人会などの他の韓国系在日団体への支援も民団を通じて行われており、民団支援予算の1%程度がこれら非民団団体の支援に使われている。
民団団長は2018年に朝鮮総連について「拉致と核・ミサイル開発問題において朝鮮総連は日本の人々の敵と変わらない。民団がそのような朝鮮総連と手を組めば日本の人々からは『やはり同じ朝鮮人』という話が出るしかない。朝鮮総連が反省して普通の団体がなるべきだ」と述べている。「我々は人権国家であり拉致は絶対にしていない」となどの主張を例に総連関係者は昨日言ったことでも、翌日に北朝鮮の指導部が言ったことを復唱して言葉を変える朝鮮労働党傘下の団体であると批判している。

## 産業
| 職業                         | 1969年 (昭和44年) | 1974年 (昭和49年) | 1987年 (昭和62年) | 1997年 (平成9年) |
| ---------------------------- | ----------------- | ----------------- | ----------------- | ---------------- |
| 技術者                       | 246               | 631               | 811               | 1953             |
| 教員                         | 1008              | 1039              | 1611              | 2267             |
| 医療保健技術者               | 543               | 867               | 2648              | 4224             |
| 宗教家                       | 255               | 274               | 375               | 871              |
| その他の専門的職業従事者     | 1447              | 667               | 統計なし          | 1813             |
| 管理的職業従事者             | 4732              | 4797              | 14608             | 18282            |
| 専務従事者                   | 14530             | 20769             | 40179             | 52748            |
| 貿易従事者                   | 207               | 185               | 253               | 410              |
| 古鉄・屑物売買従事者         | 7802              | 7494              | 統計なし          | 統計なし         |
| その他販売従事者             | 23437             | 23099             | 36256             | 35264            |
| 農林従事者                   | 5333              | 3699              | 1588              | 960              |
| 漁業従事者                   | 477               | 373               | 211               | 121              |
| 採鉱・採石従事者             | 673               | 484               | 181               | 132              |
| 運輸・通信従事者             | 1200              | 826               | 12733             | 9976             |
| 建設従事者                   | 8701              | 10815             | 統計なし          | 統計なし         |
| その他技能工・生産工程従事者 | 33700             | 34909             | 40722             | 34220            |
| 単純労働者                   | 25864             | 16921             | 5918              | 3350             |
| その他サービス従事者         | 3638              | 3025              | 10399             | 11708            |
| 芸術家・芸能家               | 524               | 703               | 902               | 1203             |
| 文芸家・芸術家               | 99                | 116               | 143               | 190              |
| 記者                         | 151               | 183               | 130               | 207              |
| 科学研究家                   | 78                | 401               | 139               | 280              |
| 無職                         | 319517            | 374640            | 506266            | 476144           |
| 分類不能                     | 685               | 701               | 693               | 836              |
| 記入なし                     | 123964            | 109697            | 統計なし          | 統計なし         |
| 総数                         | 603712            | 638806            | 677959            | 657159           |

在日韓国・朝鮮人の総人口に占める宿泊・飲食の就業者の割合は13.0%であり、日本人の総人口に占める同割合5.5%の2倍以上である。特に焼肉、朝鮮料理店などの飲食の経営者には在日韓国・朝鮮人の自営業者が多いと言われ、同じく朝鮮系の自営業者が多いと言われるパチンコや不動産と合わせて「民族産業」や「在日産業」と呼ばれることがあるこれら自営業者に対しては、昭和40年代に民族団体を通じた減税の動きが全国的にあったとされる。
このような資金回転が速い事業、日本人の嫌ういわゆる「3K」産業を担うようになった背景には、民族差別、就職差別があったとされる。
焼肉業界は在日が生み、育てた説がある。焼肉業界は2003年の米国産牛肉の輸入停止問題では大きな影響を受けた。民団の機関紙民団新聞によると、2001年時点で焼肉店は2万店舗、年間販売は7000億円、焼肉業界の6割を在日系が占めていたが、景気悪化により2010年には4割にまで減った。
貴金属業界は、1970年代後半に韓国から日本に技術者が進出したこともあってニューカマー在日韓国人が多く、日本国内で制作される貴金属製品の約7割、特に高級宝飾品の大部分が韓国人技能士（貴金属装身具製作技能士）の手によるものとされる。彼らは御徒町駅周辺の「ジュエリータウンおかちまち」の形成にも係わったという。東京都内には在日韓国人らでつくる在日韓国人貴金属協会があり、山梨にも韓人山梨貴金属協会がある。
| 職業                               | 2015年 |
| ---------------------------------- | ------ |
| 農業、林業                         | 0.5    |
| 漁業                               | 0.0    |
| 鉱業，採石業，砂利採取業           | 0.0    |
| 建設業                             | 8.5    |
| 製造業                             | 11.8   |
| 電気・ガス・熱供給・水道業         | 0.1    |
| 情報通信業                         | 3.2    |
| 運送業、郵便業                     | 5.5    |
| 卸売業、小売業                     | 14.4   |
| 金融業、保険業                     | 1.9    |
| 不動産業、物品賃貸業               | 3.4    |
| 学術研究，専門・技術サービス業     | 2.8    |
| 宿泊業，飲食サービス業             | 13.0   |
| 生活関連サービス業，娯楽業         | 5.0    |
| 教育，学習支援業                   | 3.3    |
| 医療，福祉                         | 8.0    |
| 複合サービス事業                   | 0.1    |
| サービス業（他に分類されないもの） | 6.6    |
| 公務（他に分類されるものを除く）   | 0.2    |
| 分類不能の産業                     | 15.9   |

### 民族系金融機関
韓国・在日韓国人信用組合協会（韓信協）・民団系の商銀信用組合（商銀）系と北朝鮮・在日本朝鮮信用組合協会（朝信協、現在は解散）・朝鮮総連系の朝銀信用組合（朝銀）系の金融機関があるが、バブル崩壊以降破綻が相次いだ。以前に比べて在日韓国朝鮮人も日本の金融機関からの融資が受けやすくなったため、民族系金融機関の存在理由が薄れてきていることに加え、破たん処理の過程で日本人理事長を受け入れるなど、民族色も薄まってきている。
破綻した朝銀の債権を受け継いだ整理回収機構は朝鮮総連中央本部や大阪など主要都市の朝鮮総連地方本部と学校などを差し押えるなど、債権回収手続きを進めている。また、朝銀の破綻に関連して2004年3月までに朝鮮総連中央の元財政局長を含む25人以上の朝銀役職員が逮捕され、150人以上が取調べを受けた。商銀系信用組合の一つの中央商業信用組合は2009年4月24日と2010年8月26日、暴力団に関係する企業に融資をしていたなどとして金融庁関東財務局から業務改善命令を受けた。2010年6月25日、商銀系の近畿産業信用組合は内部規定を改定し、民主党に政治献金100万円等を支出したと明らかにした。信組を規制する中小企業等協同組合法は「政治的中立の原則」を定めていが、中小企業庁は「一般論として政治献金は好ましいことではない」が、事業運営に支障をきたさず組合員の総意を反映しているなら抵触しないと回答した。
商銀破綻を期に韓国政府が出資する在日韓国人系普通銀行のドラゴン銀行を設立しようという動きも見られたが、2002年、優先交渉権を得ることができず失敗した。
1982年に韓信協の当時会員であった信用組合が母体となり在日韓国人が本国韓国に設立した韓国初の純民間資本銀行である新韓銀行は、新韓銀行東京・大阪・福岡支店を譲り受けて2009年、日本法人SBJ銀行の営業を開始した。

### 在日韓国・朝鮮商工人に関する調査
1982年に行われた東京在住の在日韓国青年商工人を対象に経営している業種、従業員の数、企業規模、企業承継の問題、企業の継続性、韓国への投資に関する意見および今後の計画などに対する質問調査では、在京企業家は30代以上が多く、飲食、パチンコ、金融・不動産等主にサービス業に従事するというケースが多かった。また、他業種と兼業する場合は少なく、年間売上額が1億円未満の零細自営業を運営する企業家が多かった。また自身で起業した例は65.5%、両親からの承継が27.6%であった。また、1982年に在日韓国商工人1,103人を対象に行われた同様な調査でも全般的な調査結果は同じであったが、経営上の問題として、人材不足、利益減少、税金問題等が指摘された。
1,059社の企業家を対象として2004年11月から2005年2月まで行った調査では、郵送調査により62人（回収率5.9%）、面接調査は72人の企業家から回答があり合計128人の在日韓国朝鮮人企業家を対象に量的・質的分析が行われた。この中で、在日韓国朝鮮人企業は小・中規模零細企業が多いと考えられるが、従業員が1,000人以上の企業も存在していること、企業家の最終学歴は、中学・高校(25.8%)、専門大学(6.2%)、大学・大学院(64.9%)、その他無学(3.1%)であり、教育水準は低いという既存の研究結果と異なり、高学歴化が進みつつあることがわかり、業種別分布では、パチンコ産業(23.4%)、不動産・金融業(21.9%)、飲食・宿泊業(16.4%)が上位3業種となったが、3世の場合、知識産業職種が多く見られる。経営活動上の問題点としては、過当競争が最も大きな問題であるとされた。金融機関の利用状況は、民団と総連系の銀行が倒産したため、日本の銀行の利用率が9割以上に上った。また、韓国への投資については、14.8%だけが投資経験があると答え、投資の成果については63.1%が満足しており、韓国への将来的な投資の可能性に関しては21.1%だけが関心があるとした。一方、失敗の原因や関心の低い理由として、家族や親戚への頼りすぎ、詐欺、あるいは同業者からの裏切り、約束に対する概念や信頼関係をとても大事する日本人との差、情報不足を挙げた。
朝鮮新報は2001年から商工連合会経済研究室編集による「同胞経済研究」を発行している（同サイトからは2002年冬・第7号までの発行が確認できる）。

## 文化

### 在日朝鮮人文学
在日朝鮮人文学は日本へ渡った朝鮮人によって書かれた文学作品の総称であり、主に明治以降の文学に対して用いられる。

### 在日朝鮮語
現時点で日韓法的地位協定をルーツとする在日韓国・朝鮮人によって話される言語は主に日本語であり、朝鮮語を話すものは少数派である。母語が日本語である日本で生まれ育った世代は、朝鮮語を学ぶにしても第二言語として学ぶことになり、彼らの使う朝鮮語は日本語の影響を受け、朝鮮半島のそれとは大きな差異を有する独特の在日朝鮮語が生まれた。
また3世や4世、5世からは日本語しか分からない人が増え続けている。その多くは朝鮮や韓国系の学校ではなく日本の教育で育った人が多く家庭内で朝鮮語を日常的に使われていない家庭も多い。

### 葬儀
1970年代までは遺体を飛行機で韓国に運び土葬するケースも多かったが、最近は日本式に葬儀を行い、日本で火葬にして埋葬するのがほとんどである。一方、世代を重ねるにつれ自分の本貫を知らない若者が増え、故人の本貫を書いて柩にかける赤色の布（幟）、亡くなった方が着る寿衣、遺族の着用する伝統的衣裳や、出棺時の料理を乗せたサンという供養膳、故人の仮の住まいとして部屋の一角に設けられた殯所などに対する葬儀文化の継承が危ぶまれている。また、経済的理由、親や祖父母の時代に逆のぼってまでの付き合いをしたくないというしがらみへの忌避などから家族葬が増えている。このような在日社会の流れの中で民団神奈川県本部は1998年から冠婚葬祭事業「無窮花サービス」を立ち上げ、民族的要素を取り入れながら時代に沿った葬儀サポートを行っており、「団費を取られるだけで、なにもしてくれないと思っていた」と言われる民団活動の見直しにつながっている。朝鮮総連でも同様のサービス「同胞生活相談綜合センター」を本部、支部ごとに設けている。また、日本国内には曹溪宗などの韓国仏教寺院も建立されている。

### ホルモン焼
ホルモン焼きを始めたのは朝鮮人という説がある。
- ホルモンを焼いて食べる習慣は朝鮮にはなく、戦前には捨てるか肥料にするかしていた臓物肉を、朝鮮人女工がもらってきて焼いて食べたのがホルモン焼きの始まりで、ホルモン焼きは日本で始まったとされる。戦後、ホルモン焼きの屋台が「ホルモン屋」や「朝鮮料理屋」という名称になって行く中、臓物だけでなく精肉を用いる店ができ、在日朝鮮人女性が経営する東京の明月館[96]がホルモン焼きの祖とされる。
- 「焼肉」という呼称は、1965年の日韓基本条約以降、韓国籍を取得する者が増え、在日朝鮮人の主張した朝鮮料理屋と在日韓国人の主張した韓国料理屋との呼称論争を収拾する案としてプルコギを直訳した「焼肉」が用いられたとされる。この他に、焼肉のたれもヤンニョム（薬念）の影響が見られる（1968年エバラ食品から発売された商品名は「焼肉のたれ・朝鮮風」[97]）。

### キムチ
キムチは、もともとは朝鮮半島の保存食だが、辛さやニンニクの臭みなどで日本人の味覚に合わず一般的でなく、「朝鮮漬」と呼ばれることが多かった。1975年に桃屋から発売された「桃屋 キムチの素」が人気を呼び、以後、激辛ブームもあり、一般に認知されるようになっていった。

## 各地のコミュニティー・コリアンタウン
人口分布は、首都圏・中京圏・近畿圏の三大都市圏に集中する。また、日本各地にコリアンタウンが形成されている。

## 諸論点

### 国政への関与
日本国では外国人による日本国政治家への献金は公職選挙法第二十二条の五によって禁じているが、菅直人や前原誠司に対して在日韓国人から長年にわたって献金が行われていることが報じられた。

### 徴用と密入国
朝鮮人徴用者の日本移入は1944年9月から1945年3月までの実施された。徴用された朝鮮人の多くは戦後直後の段階で帰還したが、1959年の日本政府の発表では、登録在日朝鮮人約61万人の内、戦時中徴用労務者としてきたものは245人とされる。。朴代議士によると1933年当時に年間約5万人が日本内地で増加していた。
1946年3月までに在日朝鮮人のうち帰還希望者140万人が日本政府の手配などで帰還。日本政府は朝鮮人を帰還させようとしたが、占領軍が送還を徹底せず、主権回復後は李承晩政権が朝鮮人の送還を拒み、高給な仕事を求め移住してきた在日朝鮮人達も強く求めなかった。
1955年6月18日に国会衆議院法務委員会では、朝鮮半島から密入国した者など彼らの日本国内における犯罪行為に関する事項が議題で取り上げられた。小泉純也法務次官（当時）は、「60万人と推計されている韓国人・朝鮮人のうち、日本を離れて祖国に戻りたいという人は一人もいないと言っても言い過ぎではない」「向こうから、手段方法を問わず、命までかけて日本に密航しようとする人々が引き続き溢れている。このようにして入って来た人たちに対し、日本政府が国民の血税を投入し、彼らが生活できるよう面倒を見なければならない状況になっている」「彼らを手厚くもてなさないと日本が人権を侵害しているというような問題提起をしてくる。見方によっては、日本国民の血税を犠牲にしつつ、むしろ彼らを日本で第一義にすることを要求しているのではないかと思われるレベルである」と答弁している。
この答弁に対して、椎名議員は「どうにかして日本にさえ入れば、生活するのに何の問題もなくなる。だからどんどん入ってくるのではないか？」、更に在日韓国・朝鮮人の当時の様子について「戦勝国といっていばりにいばり抜いておる。私たち(選挙区)の町にも漁業家が相当あるが、向うへ行くたびにびくびくして出漁しなければならないという状態です。漁業においても締められておる」「朝鮮人の中でも悪質な連中はヒロポンを製造、販売し、国民の保健を非常に傷つけておる、あるいはこっちに来て酒をどんどん作っておる。しかも国家の酒造税の収入を妨げておる。悪いことばかりしている連中が多い」「これはこっちがあまり待遇をよくするから、朝鮮人の連中は、向うで食うに困ったならば日本に行った方がいい、日本に行きさえすれば待遇がいい、日本に行きさえすれば生活ができるというようなところからどんどん入ってくるのじゃないかと思う」と様々な対策すべきと述べる。
1965年12月18日、朴正熙政権は、朝鮮総連に加担したものも韓国政府保護下に戻ることを希望し、分別なく故国をすてて日本に密入国しようとしたものについても韓国民として是非を問わないと表明した。
2005年6月9日、マルハン社長の韓昌祐は、終戦の年（15歳）に日本で働く兄の招きで密入国したと述べている。

### 通名
在日韓国・朝鮮人や在日中国人には、日本式の姓名、「通名（通称名）」を名乗る人々が多く存在し、新聞・TV等のマスコミ報道においては、各社の方針によって通名での報道がなされる場合がある。通名は多くの在日韓国・朝鮮人にとって実生活上の実名であるとも言える。履歴書や身分証明書にも通名が使われる傾向が高い(ほとんどの履歴書には国籍欄があるので通名のみ記入の場合が多く、運転免許証は本名のみか「本名(通名)」の表記)。大日本帝国時代における創氏改名以降、彼らは日本において日本名を名乗り生活してきたのであり、21世紀現在において産まれる在日韓国・朝鮮人の多くにとっては使い慣れていない朝鮮式の本名よりも日本式の通名がアイデンティティーを語る上でも実名としての意味合いを持つ。
ただし、近年では、民族としてのアイデンティティーを取り戻す意味で、韓国・朝鮮式の姓名を名乗る者が徐々に増えてきている。これには在日韓国・朝鮮人たちによる啓蒙活動に加えて、韓国の近年における経済発展によって日本での韓国の評価が上昇してきたことや、日本と韓国の文化交流が拡大発展を続けていることも無縁ではないと思われる。2009年の事例では、弾道ミサイルの発射台に転用できるトレーラーを日本から北朝鮮に不正輸出した容疑者が逮捕された北朝鮮タンクローリー不正輸出事件の報道で確認することができる。在日本大韓民国民団の発表では、韓国・朝鮮式の本名で暮らす人は全体では1割強にとどまり、3人に1人は「状況により使い分ける」としていることを明らかにした。

### 社会保障問題

#### 生活保護
在日韓国・朝鮮人に対する社会保障についても、多くの議論がある。
1950年代を通じて、在日朝鮮人全体の10％以上が生活保護を受けていた。これは同期間の全体保護率の平均である2.03％の約５倍相当である。
2023年度の厚生労働省「被保護者調査」によれば、日本における生活保護の総件数は162万6263世帯で198万9367人、うち外国人が世帯主の受給世帯は4万6005世帯で6万3547人であり、全体のうち外国人が世帯主の比率は世帯数で2.8％、人数で3.2％。国籍別でみると、在日韓国・朝鮮人2万7991世帯(3万2315人)、在日中国人6188世帯(9471人)、在日フィリピン人5163世帯(1万381人)人となっている。
日本の生活保護は世帯単位の支給なので外国人が世帯主であっても日本人の家族がいる、またその逆があるため正確には外国人の生活保護受給者として集計しているわけではない。
齢層でみると、在日フィリピン人受給者の平均年齢が29.7歳、在日中国人受給者の平均年齢56.3歳に比べ、在日韓国・朝鮮人受給者の平均年齢が68.5歳と外国籍の受給者平均年齢の56.4歳と比べ高齢化している。
これは、82年まで外国人が国民年金に加入できなかったこと、また82年当時、35歳以上の者は当時加入しても60歳までの必要な加入期間(25年間)に届かないと思い加入しない者が多かったため、当時から日本に住んでいた在日韓国・朝鮮人には低年金・無年金の老人が多いことが一因と考えられる。
外国人への生活保護は、1954年（昭和29年）5月8日付社初第382号厚生省社会局長通知により生活保護法を準用して保護を実施するとされ、さらに1990年（平成2年）の口頭指示により、その準用の対象を日本に適法に滞在し活動に制限を受けない永住、定住等の在留資格を有する者としている。この通知に基づく保護は地方公共団体の裁量により実施され、行政側から外国人に対する贈与の性質をもつものであるとされる。外国人の生活保護受給者に、生活保護にかかる行政行為等の行政処分についての異議申立権（審査請求及び再審査請求権）を認めなかったとしても、当該外国人の法的利益が侵害されたとはいえないが、永住権を持つ場合においては先進国のほとんどの国が外国籍の者に生活保護などの社会保障を国籍保有者と区別をつけずに行う。
日本国憲法第25条第1項では「すべて国民は、健康で文化的な最低限度の生活を営む権利を有する」と規定され、1950年以降の生活保護法第一条では「この法律は、日本国憲法第二十五条に規定する理念に基き、国が生活に困窮するすべての国民に対し、その困窮の程度に応じ、必要な保護を行い、その最低限度の生活を保障するとともに、その自立を助長することを目的とする」と「国民」との用語が加えられ、生活保護法による権利保障は日本国民に限定されている。中国籍の在日外国人による永住外国人生活保護訴訟では大分地方裁判所は「憲法の要請する社会権の保障は、国家による国民の保護の義務を本来の形態とするため、外国人を保護する義務はその国籍国にある」とする判決を出した。また1965年6月の日韓基本条約批准書交換に際し、朴正煕韓国大統領も「在日同胞の苦労」の原因を「韓国政府の責任」と認め、韓国政府による在日同胞の安全と自由についてより積極的に努力し可能な最大限の保護を行うことを約束した。
生活保護受給者は帰化申請が下りにくい（比較的帰化条件が緩い特別永住者であっても収入の主たる部分が生活保護である場合は帰化は難しい）とも言われる。

### 在日韓国・朝鮮人無年金問題
1981年の日本の難民条約批准を受けて1982年、国民年金法から国籍要件を撤廃するなどの法整備が行われ在日韓国・朝鮮人も日本の国民年金に加入することができるようになった。さらに1986年の制度改正により国民年金受給に必要であった60歳までの最低25年間の加入期間を、平和条約国籍離脱者は20歳以上60歳未満のうち1961年4月から1981年12月まで在日していた期間も遡って老齢基礎年金の加入期間（通称「カラ期間」）として追加。2017年に施行された「公的年金制度の財政基盤及び最低保障機能の強化等のための国民年金法等の 一部を改正する法律の一部を改正する法律」により加入期間が最低25年から10年に短縮された。
一方、1986年以降の「カラ期間」による救済措置後も加入率は低水準で推移し、年々無年金者が増えている。2004年に大阪府立大学などが行った70歳以上の在日韓国・朝鮮人300人を対象にした生活実態調査では、1926年（大正15年）以前に出生し1986年に既に60歳を超えており加入資格を満たせなかった人は116人、救済対象だった139人も大半が加入しておらず、救済措置の告知不足や低い受給額への不満などに加え、将来帰国することを考え加入しなかったケースもあるとみられている。
長く2国間で年金の加入期間を相互に通算できる社会保障協定を結んでこなかった政府への批判があり、2004年にようやく「社会保障に関する日本国と大韓民国との間の協定」（日韓社会保障協定）が締結されたが、韓国の国民年金制度（1988年創設、1999年から皆保険）は施行から歴史が浅く平均加入期間が短いことから、当分の間日本の最低加入期間25年の受給要件を満たすことは困難であり、韓国は協定に年金加入期間の通算措置を設けない立場を強く主張、その結果、日英協定と同様に年金加入期間の相互通算措置を取り入れず、二重加入防止に限定した協定を締結している。
他方、救済措置から外れた者や、また告知も不十分であったとして、一部の在日韓国・朝鮮人により訴訟がおこされたが、国民年金が当初日本人だけを対象としていたことについては、「立法府の裁量権の範囲内で、憲法や国際人権規約に反するとは言えない」とする1、2審判決が2009年に最高裁で確定するなど在日韓国・朝鮮人側の敗訴で終わった。
現在、日本政府は「年金など社会保障の責任は国籍の属する本国が行うべき」という立場から、年金を払い込んでいなかった在日韓国・朝鮮人に対して年金支給を行っていない。この日本政府の見解に対して「海外在住の日本人に日本政府は年金を支払っていない」と糾弾し、在日韓国・朝鮮人に対しても年金を支給するように要求している日本の年金については現況届を提出すれば金融機関に振り込まれる）。「日本国籍を有する者で海外に居住する20歳以上65歳未満の者」は日本の国民年金に任意加入することができる。いくつかの地方自治体では法律上年金に加入できなかった在日外国人（低所得高齢者に限る）の申請者に対して福祉給付金を支給する制度を設けている。
また、生活保護を受給する者のなかで（65歳の生活保護受給者では住宅扶助も含めて月額12万1530円）国民年金加入者よりも多額の受給を得ている無年金者も存在する（詳細は#社会保障問題参照）。

#### 所在不明高齢者
2010年から大きく取り上げられた高齢者所在不明問題では再入国許可を得て日本から出国し故郷で死去したケースも多いのではないかとされる。北朝鮮は、日本で年金生活を送る在日本朝鮮人総連合会（朝鮮総連）系の高齢者に「月3万円あれば、北で豊かに暮らせる」などと宣伝して永住帰国を求め、帰国後は死亡しても日本側に伝えない手法で一人当たり12万円ずつの年金を「着服」していると、消息筋が伝えている。所在不明高齢者に対して厚生労働省は年金差止めの措置を行った。

### 在日韓国・朝鮮人の参政権
在日韓国人・朝鮮人は本国参政権を有している。過去韓国人にその権利はなく議論が行われていた。北朝鮮人は在外選挙権・被選挙権双方を有する。韓国においては、兵役、納税義務などが免除される在外国民に住民登録要件不備を理由に参政権を与えないことの違憲性についての議論が行われてきた。また日本における地方参政権論争も存在する。

#### 在日韓国人の本国参政権
韓国民短期滞留者はたまたま海外に在住している自国民であり、国民の権利として不在者投票権を要求することに国民的合意が得られやすいことに対し、永住権保有者は、兵役、納税義務などが免除されており、住民登録要件不備を理由に参政権を付与することには慎重だった（在日永住権者は37歳まで徴兵が延期され、37歳になると兵役の義務はなくなる。1962年10月、「在外国民の兵役免除」の項目が兵役法に法律第1163として追加された）。一方、大韓民国憲法#第二章 国民の権利および義務第24条は「すべての国民は選挙権を持つ」としており、これに準拠して永住権保有者にも参政権を保障するべきとの議論が続いていた。
これに対し、韓国憲法裁判所は2007年5月、海外の駐在員や留学生はもちろん、外国での永住権者も韓国の国籍を持ってさえいれば、韓国国内に住民登録がなくても選挙権と国民投票権を与えるべきという決定を下し、1999年3月の決定を覆した。また、憲法裁判所は2008年12月31日までに国会で必要な法改正を行うよう命じた。この決定の理由として「情報通信技術の発達」や「経済力の伸張」など10項目を挙げた。また、納税や国防の義務が免除されていることを問題とする考えについても、大韓民国憲法は参政権や平等権などの国民の基本権行使を、納税と国防の義務に対する反対給付として想定していない上、在外国民であっても兵役の義務を果たすことができ、また兵役が義務付けられていない女性も投票権を有しているとする原告の訴えを認めこれを退けた。
これらの動きを受けて、海外短期滞留者をモデルとした不在者投票の準備作業が行われた。2006年12月には外交通商部と共同で50以上の海外公館で模擬投票を実施し、参加者の80%は「投票権を行使する」と回答した。この場合、実際の日本地域の短期滞留者は82000人になり、そのうち21000人が投票すると推算された。
与野党とも在外韓国人に参政権を付与する方向では一致しており、2007年2月末までに中央選挙管理委員会や与野党から5つの選挙法改正案が韓国国会に上程された。しかし、在外投票の導入方法をめぐって紛糾し、当初目指していた2007年の大統領選挙からの在外投票導入は困難となった。海外永住者は一般的に保守傾向が強いとされており、これを取り込みたい保守派であるハンナラ党と、若年層にも支持基盤を持ち留学生や、外交官などの一時滞留者たちを取り込みたいウリ党の党争によるものと指摘された。
2009年2月の韓国国会は法案を可決して2012年の国政選挙から投票できる見通しとなったが、祖国での参政権に対する在日社会の関心は低く、そのメリットを知ってもらおうと、原告団（李健雨）を起源とした兵庫と大阪の在日韓国人で「在日韓国人本国参政権連絡準備会」を設立されPR活動が行われた。
また、海外に主な居住地を定めていても韓国内の居住地を法務部に登録していれば投票できるように法改正されたため、2010年6月2日の第5回韓国全国同時地方選挙では、在日韓国人1世も含む「母国に住む在日韓国人」も、一足早く生まれて初めて祖国での選挙を体験した。
2012年大韓民国大統領選挙では、在日有権者462,509人の内、37,342人が選挙人登録し、25,312人が投票を行い、投票率は67.8%であり、投票率は2012年4月の第19代総選挙 (大韓民国)の52.6%から15.2%上昇したものの、在外投票率平均の71.2%を下回った。大阪、ロサンゼルス、北京の在外韓国人に対して行われた調査では、在外選挙の公正性については10点満点で平均7.1点に対し日本では6.6点、「在外選挙が韓国の政治発展に役立つか」との質問には平均8.1点に対し日本では6.7点に留まった。在外投票全体では朴氏の得票率は文氏より13.9ポイント低い42.8%だったが、日本では回答者の大多数が20-40代であったにもかかわらず朴氏の支持率(70.0%)が文氏(30.0%)より大幅に上回った。この調査結果について「在日韓国人は韓国人として差別を経験したのに加え、朝鮮総連に警戒心を持っており、母国の政治的な安定を望む気持ちから米国と中国に比べ、保守色が強い」と説明された。
2017年大韓民国大統領選挙では登録・申請数が3万8009人、投票者数2万1384人で投票率56.3％であった。

#### 在日朝鮮人の本国参政権
17歳以上の在日朝鮮人公民は海外にいる者も北朝鮮国政への選挙権、被選挙権ともに有しているため、2009年3月の北朝鮮最高人民会議代議員選挙では、在日朝鮮人からは徐萬述朝鮮総聯中央本部議長をはじめとする朝鮮総連幹部や朝鮮大学校校長などの6名が代議員(国会議員)に選出されている。

#### 地方参政権問題
長年、在日韓国・朝鮮人を日本社会の構成員として取り扱おうという主張があった。この場合「日本社会の構成員」という語は、立場によって様々に意味を変える。「社会の構成員」と言うかぎりならば、これには単なる実態の反映でしかないという見方もある。しかしこれが、地方参政権の付与に至ると、議論が分かれる（外国人参政権を参照）。

これは単に保守的な自由民主党系支持層と左派的な日本社会党系・日本共産党それぞれの支持層で別れているわけではなく、それぞれ、民族の出自を重視するグループと、近現代国家における法定国籍主義に基づき民族的出自と政治思想を切り離すべきと考えているグループに分かれる。
在日本大韓民国民団は、2009年8月30日投票の第45回衆議院議員総選挙から外国人参政権付与を掲げている候補者を支援しており、集会を通じて、民団の構成員に選挙への支援を指導している。一方、朝鮮総連では在日朝鮮人はれっきとした独立国である北朝鮮の海外公民であるので、民団の外国人参政権獲得運動は韓国政府の棄民政策や、日本政府による同化政策に追随するものだとしてこれに反対している。
李鍾元立教大学法学部教授は、日本の右傾化に対処する方法の一つとして、在日韓国人の地方参政権獲得とともに日本社会を内側から変化させる方法を指摘し、韓国が先に永住外国人に地方参政権を付与した措置を高く評価した。
在日韓国人地方参政権獲得運動の支援の一環として韓国で外国人参政権付与が行われるなど、韓国においてもこの運動は支持されている。また、地方参政権問題は今まで抑圧されてきた在日韓国人同胞の恨をはらす契機とも見ることができ、日本政府の歴史問題解決への前向きの姿勢の表明として歓迎する意見もある。
民団の主導による、在日韓国人参政権付与を求める活動があり、千葉県市川市では、民団市川支部の組織的な「巻き返し工作」により、2010年1月29日の市議会総務委員会で可決されていた永住外国人への地方参政権の付与に反対する意見書を、翌20日の本会議で否決させることに成功した。

### 遊技業界
| 本籍   | 割合%  |
| 韓国籍 | 50%    |
| 朝鮮籍 | 30-40% |
| 日本籍 | 5%     |
| 華僑   | 5%     |

パチンコ産業に携わっている就業者の在日韓国・朝鮮人比率は他産業より高く、2007年12月27日の中央日報の記事によると、業界経営の90%ほどを在日韓国人と朝鮮総連系が掌握している。ただし、パチンコ業界に占める在日韓国・朝鮮系の割合については諸説あり、2008年1月10日のハンギョレの記事ではパチンコ業界の6割が在日韓国・朝鮮系とされ、また、別冊宝島『嫌韓流の真実』の野村旗守の記事によると、1949年に全国で5千店しかなかったホールが、3年後に4万店以上に激増し凄まじいブームが起き、はじめの頃は日本人経営者のほうが多かったが、「射幸心を煽る」との理由で業界に規制を受けてから、日本人業者の多くが撤退してしまい、規制後は7割を在日が占めるようになり、この比率は現在も変わっていないという。民団傘下の「在日韓国商工会議所」では、所属する1万社のうち約7割がパチンコ業に係わっている。パチンコ最大手のマルハンの創業者が元在日韓国人1世の韓昌祐であることからもパチンコ業界内の在日韓国・朝鮮人の立場の強さがうかがえる。このため「パチンコはその実体が賭博であるにもかかわらず賭博として規制されておらず、事業で生まれた収益が北朝鮮へ送金され独裁体制やミサイル・核開発を支えている」という指摘がある。2008年、在日本大韓民国民団顧問のチョン・ドンファは、「朝鮮総連はパチンコ事業で資金を集めたが、民団はどのようにしたのか?」と記者に問われると「民団の主な事業もパチンコだ。朝鮮総連は収入の全てを組職化して北に送った。」と証言している。ランド研究所上級経済顧問のチャールズ・ウォルフ・ジュニアによると、日本から北朝鮮への送金は年200億円以上で、その主な資金源はパチンコであり、30兆円産業から朝鮮人事業主が手にした純収入分の2%が合法、非合法を問わず送金されたとするとそれだけで200億円を超えると推定している。また、日本国内では在日韓国人のパチンコ店経営者から菅直人内閣総理大臣への政治資金が提供されていることが報じられた。
ただし、『朝日新聞』2011年6月7日朝刊15面記事によると、90年代半ばに売り上げ30兆円・店舗数1万8000店は、2010年までに売り上げ20兆円・店舗数1万2000店の3分の2に激減しており、現在のパチンコ店経営者の国籍は、大韓民国が5割、日本が3割、中華人民共和国・台湾が1割、朝鮮（北朝鮮）籍が1割で、パチンコ＝北朝鮮というのは正しい批判ではないとしている。
在日大韓民国民団は李明博韓国大統領にパチンコ産業への規制強化により、在日同胞への影響が出ているので小沢一郎に働きかけるようロビー活動を行い、李は小沢に取り組むよう求めた。

### 外国人犯罪と在日韓国・朝鮮人
警察庁統計において、「定着居住者（永住者、永住者の配偶者等、特別永住者）・在日米軍関係者・在留資格不明の者」以外の外国人を来日外国人、それ以外はその他の外国人と定義している。
2023年の全外国人の刑法犯・特別法犯の検挙人員数は 1位：ベトナム（4333人）、2位：中国（3464人）、3位：韓国・朝鮮(2246人)、4位：フィリピン(1046人) 、4位：ブラジル(1046人) となっている。
以下は警察庁統計に基づく。
```
来日外国人の検挙人員(刑法犯・特別法犯) 上位4位に在日韓国・朝鮮人が入った年次のみ掲載
 平成24年（2012年） 1位：中国（3881人） 2位：韓国・朝鮮（1015人） 3位：フィリピン (789人) 4位：ベトナム(661人)
 平成25年（2013年） 1位：中国（4232人） 2位：ベトナム（1118人） 3位：韓国・朝鮮（938人） 4位：フィリピン(760人)
 平成26年（2014年） 1位：中国（4565人） 2位：ベトナム（1548人） 3位：フィリピン (803人) 4位：韓国・朝鮮（802人）
 平成27年（2015年） 1位：中国（3637人） 2位：ベトナム（1967人） 3位：フィリピン (833人) 4位：韓国（696人）
 平成28年 (2016年)  1位：中国（3409人） 2位：ベトナム(2179人)  3位：フィリピン(772人)  4位：韓国・朝鮮(622人)
 平成29年 (2017年)  1位：中国（2854人） 2位：ベトナム(2459人)  3位：韓国・朝鮮(855人)  4位：ブラジル(839人)
 平成30年 (2018年)  1位：中国 (3221人)  2位：ベトナム(2924人)  3位：フィリピン(771人)  4位：韓国(543人) 

```

```
その他の外国人の検挙人員(刑法犯・特別法犯)
 平成24年（2012年） 1位：韓国・朝鮮（3430人） 2位：中国（1398人） 3位：フィリピン（414人） 4位：ブラジル（383人）
 平成25年（2013年） 1位：韓国・朝鮮（3245人） 2位：中国（1538人） 3位：フィリピン（511人） 4位：ブラジル（393人）
 平成26年（2014年） 1位：韓国・朝鮮（3080人） 2位：中国（1508人） 3位：フィリピン（521人） 4位：ブラジル（450人）
 平成27年（2015年） 1位：韓国・朝鮮（2943人） 2位：中国（1618人） 3位：フィリピン（486人） 4位：ブラジル（469人）
 平成28年 (2016年)  1位：韓国・朝鮮（2843人） 2位：中国（1398人） 3位：フィリピン（465人） 4位：ブラジル（443人）
 平成29年 (2017年)  1位：韓国・朝鮮（2673人） 2位：中国（1361人） 3位：フィリピン（489人） 4位：ブラジル（456人）
 平成30年 (2018年)  1位：韓国・朝鮮（2520人） 2位：中国（1365人） 3位：ブラジル  （419人） 4位：フィリピン（418人）
 令和元年 (2019年)  1位：韓国・朝鮮（2301人） 2位：中国（1204人） 3位：ブラジル  （463人） 4位：フィリピン（441人）
 令和2年  (2020年)  1位：韓国・朝鮮（2570人） 2位：中国（1445人） 3位：ブラジル  （562人） 4位：フィリピン（542人）
 令和3年  (2021年)  1位：韓国・朝鮮（1960人） 2位：中国（1200人） 3位：ブラジル  （463人） 4位：フィリピン（405人）
 令和4年  (2022年)  1位：韓国・朝鮮（1893人） 2位：中国（1207人） 3位：ブラジル  （462人） 4位：フィリピン（406人）
 令和5年  (2023年)  1位：韓国・朝鮮（1921人） 2位：中国（1283人） 3位：ブラジル  （514人） 4位：フィリピン（409人）
```

#### 在日韓国・朝鮮人の起こした事件の例
森田芳夫「数字からみた在日朝鮮人」（『外務省調査月報』第1巻第9号 1960年12月）によると、当時の在日朝鮮人の犯罪率は日本人と比較して5倍とされている。また、若槻泰雄「韓国・朝鮮と日本人」では10倍前後と高い水準とされている。1959年の帰国事業に関連する公式文書『北朝鮮関連領事事務』（アジア局北東アジア課、1959年1月30日 - 8月8日）に、政府・世論共に在日韓国朝鮮人の犯罪率を問題視している旨が記されており（日本人の6倍）、帰国事業に対する日本政府の姿勢に影響を与えていたとする指摘がなされ、この点を問題視する立場がある。

#### 在日韓国・朝鮮人の強制退去、不法滞在
1965年、日韓基本条約締結に伴い締結された在日韓国人の法的地位（協定永住）について定めた日韓法的地位協定第三条は、以下の事由に該当しない限り日本国からの退去を強制されないとされた。
- 日本国において内乱罪又は外患誘致罪等により禁錮刑以上に処せられた者（付和随行者、執行猶予者は除く）。
- 本国において国交に関する罪および外国の元首、外交使節又はその公館に対する犯罪行為で禁錮刑以上が処せられ、日本国の外交上の重大な利益を害した者。
- 営利の目的をもつて麻薬及び向精神薬取締法等に違反して無期又は三年以上の懲役又は禁錮に処せられた者（執行猶予者は除く）あるいは、三回以上刑に処せられた者。
- 日本国の法令に違反して無期又は七年をこえる懲役又は禁錮に処せられた者。

その後、約35万人もの在日朝鮮人が在留資格を獲得するために韓国籍へと切り替え、民団側は大きく勢力を伸ばした。
1991年、入管特例法により韓国人のみが対象となっていた協定永住が朝鮮籍、台湾籍の永住者も合わせて特別永住許可として一本化された。特別永住者は退去強制となる条件が他の外国人よりも限定される（入管特例法第22条）。具体的条件は次のとおり。
- 内乱罪(付和随行を除く)、内乱予備罪、内乱陰謀罪、内乱等幇助罪で禁錮刑以上に処せられた者（執行猶予が付いた場合は除く）。
- 外患誘致罪、外患援助罪、かそれら未遂罪、予備罪、陰謀罪で禁錮刑以上に処せられた者（執行猶予が付いた場合は除く）。
- 外国国章損壊罪、私戦予備罪、私戦陰謀罪、中立命令違反罪で禁錮刑以上に処せられた者。
- 外国の元首、外交使節又はその公館に対しての犯罪で禁錮刑以上が処せられ、かつ法務大臣が（外務大臣と協議の上）日本の外交上の重大な利益が損なわれたと認定した者。
- 無期又は7年を超える懲役又は禁錮に処せられ、かつ法務大臣が日本の重大な利益が損ねられたと認定した者。

1970年代後半、日本で犯罪を犯した在日韓国人20人を韓国に強制退去させようとしたが、韓国政府は受け入れを拒否した。一方、法務省入国管理局によれば、1978年、初めて韓国・朝鮮籍2人が退去強制により送還され、その後1988年までにさらに17人が送還されたとの記録がある。国交のない北朝鮮への送還は考えにくく、韓国に送還されていた可能性が高いという。
2025年1月1日時点での韓国人不法残留者数は10,600人（男 4,202人、女 6,398人）で全体（7万4,863人）の14.2%であり3番目に多かった。このうちビザが免除される短期滞在の後不法滞在者となった者は10,105人で全体の90%以上を占めた。2024年の韓国人上陸拒否者数は382人で、構成比では総数7,879人中4.8%で8番目。

#### 暴力団と在日韓国・朝鮮人
日本の暴力団には韓国人が多数存在する。住吉会の元暴力団員によれば、日本全国で数百人の韓国人暴力団員が活動しており、主に韓国籍が運営するパチンコ店やマッサージ店からみかじめ料を徴収している。組織で足場を固めると、韓国から人員を連れてきて配下に置くこともあり、日本で暴力団組織支部のトップに上り詰めることもある。また、韓国で指名手配され、日本に密入国して活動する暴力団員もいる。日本で活動する韓国人暴力団員の数は2016年より今後は増えないとされる。聯合ニュースの取材に答えた元暴力団員は、最近は日本に比べると治安が悪く物価は安くて儲けやすい中国や東南アジアなどでカジノに関わる仕事に行く暴力団員が増える傾向にあるとしている。
また朴正煕政権およびKCIAは柳川次郎など韓国系暴力団幹部と懇意にして、金大中事件など数々の秘密工作に関わらせていた。
1986年にカプランとデュブロは、日本最大の広域暴力団である山口組の構成員のうち、約10%の者が在日朝鮮人であると書籍に記した。指定暴力団会津小鉄会四代目会長で在日韓国人だった高山登久太郎は「ヤクザの世界に占める在日韓国・朝鮮人は三割程度ではないか、しかし自分のところは約二割だ」と発言している。元公安調査庁調査第二部長の菅沼光弘が、2006年10月19日に外国特派員協会で行った講演で、六代目山口組若頭の髙山清司から聞いた話として、暴力団構成員のうち6割が同和（被差別部落）、3割が在日韓国・朝鮮人、1割が同和でない日本人であり、右翼活動により収益を上げているという見解を示した。暴力団系右翼団体の構成員である在日韓国・朝鮮人が実行犯として逮捕された事件では村井秀夫刺殺事件が有名である。
元山口組顧問弁護士の山之内幸夫は「ヤクザには在日朝鮮人や同和地区出身者が多いのも事実である」「山口組は部落差別や在日朝鮮人差別の問題をなしにしては語れない」と述べた。
一方猪野健治は、『やくざと日本人』の中で、昭和中期の関西や北部九州の部落の悲惨な現状を取り上げ、日本社会に「やくざとなるか土方になるか」しか、選択肢の無い若者が多く存在する事がやくざの温床であるという見解を示した。また自身の取材から得た印象として、もとより体系的な統計があるわけではないが、と断りながらも、現在の暴力団員の半数は部落も在日朝鮮人も出自に持たない「市民社会からのドロップアウト組」だろうと推測している。事実、2023年の矯正統計によれば、その年に刑務所に入った受刑者のうち暴力団加入者の国籍別比率は、日本国籍641人で約98.1%、韓国・朝鮮籍9人で約1.3%となっている。
2008年（平成20年）の警察庁による発表では22の指定暴力団の内、七代目酒梅組の金山耕三朗こと金在鶴、極東会の松山眞一こと曺圭化、松葉会の牧野国泰こと李春星、三代目福博会の長岡寅夫こと金寅純、九州誠道会の村神長二郎こと朴植晩が代表者として紹介されている。また2010年7月20日、東京都公安委員会は4,800人の構成員を擁する指定暴力団稲川会の代表者として清田次郎こと辛炳圭を指定した。

### 韓国・北朝鮮との関わり

#### 兵役免除規定
男性の韓国国民には兵役があるが、海外で出生・6歳未満で出国し海外で生活するもの・満17歳まで両親と共に海外で暮らし国籍、市民権、永住権を取得したもの、韓国国内での小中高の在学合計が3年未満の韓国国民は兵役が免除される在外国民2世制度がある。
本人が永住帰国申請した場合は在外国民2世の地位喪失と兵役義務付けとなる。本人の父または母が永住帰国申請した場合、2018年5月29日以降本人が合計3年を超えて滞在した場合も在外国民2世の地位喪失と一般国外移住者として管理される。
一般国外移住者の場合本人が永住帰国申請した場合、1年間の内6ヶ月以上滞在した場合、韓国で就職などの営利活動を行った場合は兵役延期が取り消され兵役義務が発生する。
大韓民国では、国民に兵役を付与する徴兵制が施行されている一方、国外を往き来する船舶の船員と国外に滞在または居住している人、犯罪によって拘束されている人や刑の執行中の人、高等学校以上の学校に在学中の学生、研修機関で所定の過程を履修中の人、国威発揚のための体育分野優秀者は、徴兵検査を延期することができる。また、大韓民国軍の兵役義務は40歳で終了する。よって、海外に居住する韓国人は徴兵検査を受けなくてもよく、40歳以降に韓国に帰国しても徴兵義務は課されない。特段に在日韓国人が区別されているわけではない。

#### 北朝鮮問題との関連
北朝鮮問題への注目（拉致事件、核保有問題など）に伴って、在日韓国・朝鮮人、とりわけ朝鮮籍の者への圧力が高まったことに対し、在日韓国・朝鮮人の立場を『親族を北朝鮮政府に人質同然にされ、不本意ながら北朝鮮政府の意のままに操られている人たち』として同情視する向きもある。
一方で「在日朝鮮人は北朝鮮国政の選挙権・被選挙権ともに有しており、在日朝鮮人からは朝鮮総連議長や朝鮮大学校校長などの6名が北朝鮮の国会議員に選ばれており、日本からの送金もかなりの額に上るため、在日朝鮮人側の責任が皆無とは言い難い」との批判もある。また、朝鮮総連は本国の見解に乗っ取り、拉致問題を「解決済み」、「日本側にこそ問題がある」との立場を固守している。北朝鮮のミサイル発射に関連してチマチョゴリ切り裂き事件なども起きた。
在日韓国・朝鮮人は北朝鮮の核兵器や生物兵器などの大量破壊兵器開発のために輸出規制されている物品を北朝鮮に不法に輸出する北朝鮮タンクローリー不正輸出事件や凍結乾燥機不正輸出事件などの事件を引き起こしている。中には、北朝鮮のスパイに協力をした「土台人」として検挙された者もいる。
東京大学大学院で博士号を取得したロケット開発権威の在日朝鮮人は在日本朝鮮人科学技術協会の顧問として日本の技術を不法に入手し、頻繁に北朝鮮に渡り技術指導を行い、ミサイル発射時には現地で立ち会っている。